# Aveline Hijlkema
Aveline Hijlkema (Zuidwolde, 28 juli 1995) is een Nederlands langebaanschaatsster, uitkomend namens Team FrySk.
In 2015 startte Hijlkema voor het eerst op de Nederlandse kampioenschappen afstanden op de 500 meter. In januari 2017 debuteerde ze op de wereldbeker; in Hamar op de 3000 meter.
Haar overgrootvader was schaatser Jan Uitham (1925-2019) die in 1963 als tweede eindigde achter Reinier Paping tijdens de Twaalfde Elfstedentocht.

## Persoonlijke records[2]
| Afstand    | Tijd    | Datum            | Baan       |
| ---------- | ------- | ---------------- | ---------- |
| 500 meter  | 39,78   | 21 november 2020 | Heerenveen |
| 1000 meter | 1.18,12 | 30 december 2018 | Heerenveen |
| 1500 meter | 1.57,78 | 26 december 2020 | Heerenveen |
| 3000 meter | 4.06,70 | 27 december 2020 | Heerenveen |
| 5000 meter | 7.09,18 | 30 oktober 2022  | Heerenveen |

## Resultaten
| Jaar | NK Afstanden                            | NK Allround | NK Sprint |
| ---- | --------------------------------------- | ----------- | --------- |
| 2015 | 18e 500m                                |             |           |
| 2016 | 17e 500m                                |             | 19e       |
| 2017 |                                         | NC16        |           |
| 2018 | 16e 1500m 15e 3000m                     | 8e          |           |
| 2019 | 19e 1000m 11e 1500m 9e 3000m 9e 5000m   | NC9         |           |
| 2020 | 17e 1500m 9e 3000m 8e 5000m             | 8e          |           |
| 2021 | 10e 1500m 12e 3000m                     | 6e          |           |
| 2022 | 15e 3000m 11e 5000m                     | 6e          |           |
| 2023 | 19e 1000m 11e 1500m 13e 3000m 10e 5000m | NC11        |           |
| 2024 |                                         | NC18        |           |